# Мухаммад Гури
Муи́зз ад-Ди́н Муха́ммад и́бн Ба́ха ад-Ди́н Са́м I Гу́ри или Шиха́б ад-Ди́н Муха́ммад Гури (перс. معز الدین محمد بن سام‎‎; тадж. Муизуддин Муҳаммад ибни Баҳоуддин Соми I Ғури; 1149, Гур — 15 марта 1206, Газни) более известный как Муха́ммад Гу́ри (перс. محمد غوری‎‎) — султан Гуридского султаната в 1173—1202 годах (совместно со своим старшим братом Гийас ад-Дином Мухаммадом Гури) и в 1202—1206 годах (в качестве единоличного правителя). Ему приписывают закладку фундамента мусульманского владычества в Северной Индии, которое длилось несколько столетий. Правил территорией, охватывающей части современных Афганистана, Ирана, Индии, Пакистана, Узбекистана, Бангладеш, Таджикистана и Туркменистана.
Муизз ад-Дин взял город Газни в 1173 году, чтобы отомстить за смерть своего предка Мухаммада ибн Сури от рук Махмуда Газневи и использовал его как стартовую площадку для экспансии в Северной Индии. В то же время, он помогал своему брату Гийас ад-Дину в противостоянии с государством Хорезмшахов за власть в Хорасане. В 1175 году Муизз ад-Дин захватил города Мултан и Уч. Он также аннексировал газневидское княжество Лахор в 1186 году, последнее пристанище его афганских соперников — Газневидов. После укрепления своего господства в Северо-западных владениях Муизз ад-Дин хотел вторгнуться в сердце Северной Индии, которая тогда находилась под контролем раджпутов.
В 1191 году его войска потерпели поражение от Раджпутской конфедерации во главе с Притхвираджем III близ Тараина. Однако в 1192 году Муизз ад-Дин вернулся с огромной армией тюркских конных лучников и разгромил раджпутов на том же поле битвы, а вскоре после этого казнил Притхвираджа. Его победа при Тараине проложила путь к установлению мусульманского правления на Индийском субконтиненте. Впоследствии он ограничил свое присутствие в Индии, чтобы сосредоточиться на своей экспансии на западе, и оставил свои завоевания в Индии под командованием своих военачальников-рабов, которые расширили влияние Гуридов до Бенгалии в восток.

## Ранняя жизнь
Муиз ад-Дин Мухаммад родился в 1149 году в Горе (Гуре), современная провинция Гор в Афганистане. Точная дата его рождения неизвестна. Его отец, Баха ад-Дин Сам I, был в то время местным правителем (маликом) области Гур. У Муиза также был старший брат Гийас ад-Дин Мухаммад (1139—1202), султан Гуридского государства (1163—1202). В молодости Муиз и Гийас были заключены в тюрьму своим дядей Ала ад-Дином Хусейном, но позже были освобождены сыном последнего Сайф ад-Дином Мухаммадом. Когда Сайф умер в 1163 году, гуридская знать поддержала Гийаса ад-Дина и помогли ему взойти на вакантный трон. Вскоре Гийас ад-Дин передал Муизу контроль над Истияном и Каджураном. Однако трон был оспорен несколькими гуридским вождями. Муиз ад-Дин помог своему брату Гийасу победить и убить конкурирующего вождя Гуридов по имени Абу-ль Аббас.

## Ранние кампании
Затем Гийасу ад-Дину бросил вызов его дядя Фахр ад-Дин Масуд, малик Бамиана, который претендовал на трон для себя и вступил в союз с Тадж ад-Дином Йылдызом, сельджукским губернатором Герата и Балха. Однако коалиция была разбита Гийасом и Муизом при Рагх-и-Заре. Братьям удалось убить сельджукского наместника во время битвы, а затем завоевать Заминдавар, Бадгис, Гарчистан и Урузган. Однако Гийас пощадил своего дядю Фахр-ад-Дина и восстановил его в качестве правителя Бамиана. Муиз ад-Дин, вернувшись из экспедиции из Систана, вскоре был награждён Кандагаром за верность своему старшему брату. В 1173 году оба брата вторглись в Газни и разбили тюрок-огузов, которые захватили город у Газневидов. Затем Муиз ад-Дин был назначен правителем Газни.
В 1175 году два брата отвоевали Герат у его сельджукского наместника Баха ад-Дина Тогрила, а также сумели завоевать Пушанг. Правитель Систана, Тадж ад-Дин Харб ибн Мухаммад, вскоре признал суверенитет Гуридов, а также тюрок-огузов, доминировавших над Керманом.
В тот же период хорезмский принц Султан-шах, изгнанный из Хорезма своим братом-соперником Текешем, нашел убежище в Горе и обратился за военной помощью к Гийасу ад-Дину. Гийас однако, не помог последнему. Султан-шах сумел получить помощь от Кара-киданьского ханства и начал разграбление северных владений Гуридов.

## Вторжение в Индию
После того как он помог своему брату расширить западные границы империи Гуридов, он начал сосредоточивать свое внимание на Индии. Кампания Муиза ад-Дина против карматских правителей Мултана в 1175 году закончилась победой. Он повернул на юг и повел свою армию из Мултана в Уч, а затем через пустыню к столице Царства чалукьев Анхилваре (современный Патан в Гуджарате) в 1178 году. По дороге Муиз ад-Дин потерпел поражение в битве при Каядаре, во время своей первой кампании против индийского правителя. Гуджаратом правил молодой правитель Чалукьев Мулараджа II. К нему на подкрепление прибыли ряд вассальных правителей со своими войсками. Армия Муиза сильно пострадала во время марша через пустыню, а Чалукьи нанесли ему крупное поражение в битве при деревне Кайдара (недалеко от Маунт Абу, примерно в сорока милях к северо-востоку от Анхилвары). Вторгшаяся армия понесла тяжелые потери во время сражения, а также при отступлении назад через пустыню к Мултану. Однако Муиз смог взять Пешавар и Сиалкот.
В 1186 году Муиз вместе со своим старшим братом и соправителем Гийасом положил конец династии Газневидов, захватив Лахор и казнив правителя Газневидов Хосрова-Малика-шаха.
Вскоре Муиз вернулся в Гор и вместе с правителями Бамиана и Систана и помог своему брату Гийасу разгромить войска Султан-шаха при Мерве в 1190 году. Он также аннексировал большую часть территорий последнего в Хорасане.

### Первая битва при Тараине
В 1191 году Муиз ад-Дин направился в Северную Индию через Хайберский перевал в современном Пакистане и успешно достиг Пенджаба. Муиз захватил крепость Бхатинда в современном штате Пенджаб на северо-западной границе царства Притхвираджа Чаухана. Назначив кази Зия-уд-Дина наместником крепости, он получил известие, что армия Притхвираджа во главе с его вассалом принцем Говиндом Таем направляется на осаду крепости. В конце концов две армии встретились близ города Тараин, в 14 милях от Таннасара в современной штате Харьяна. Сражение ознаменовалось первой атакой конных мамлюкских лучников, на которую Притхвирай ответил контратакой с трех сторон и таким образом доминировал в битве. Муиз смертельно ранил принца Говинда Тая в личном бою и сам был ранен, после чего его армия отступила, уступив победу армии Притвираджа.
По словам Риммы Худжи и Каушика Роя, Говинд Тал был ранен Гури, а позже сражался во второй битве при Тараине, где был убит.

### Вторая Битва при Тараине

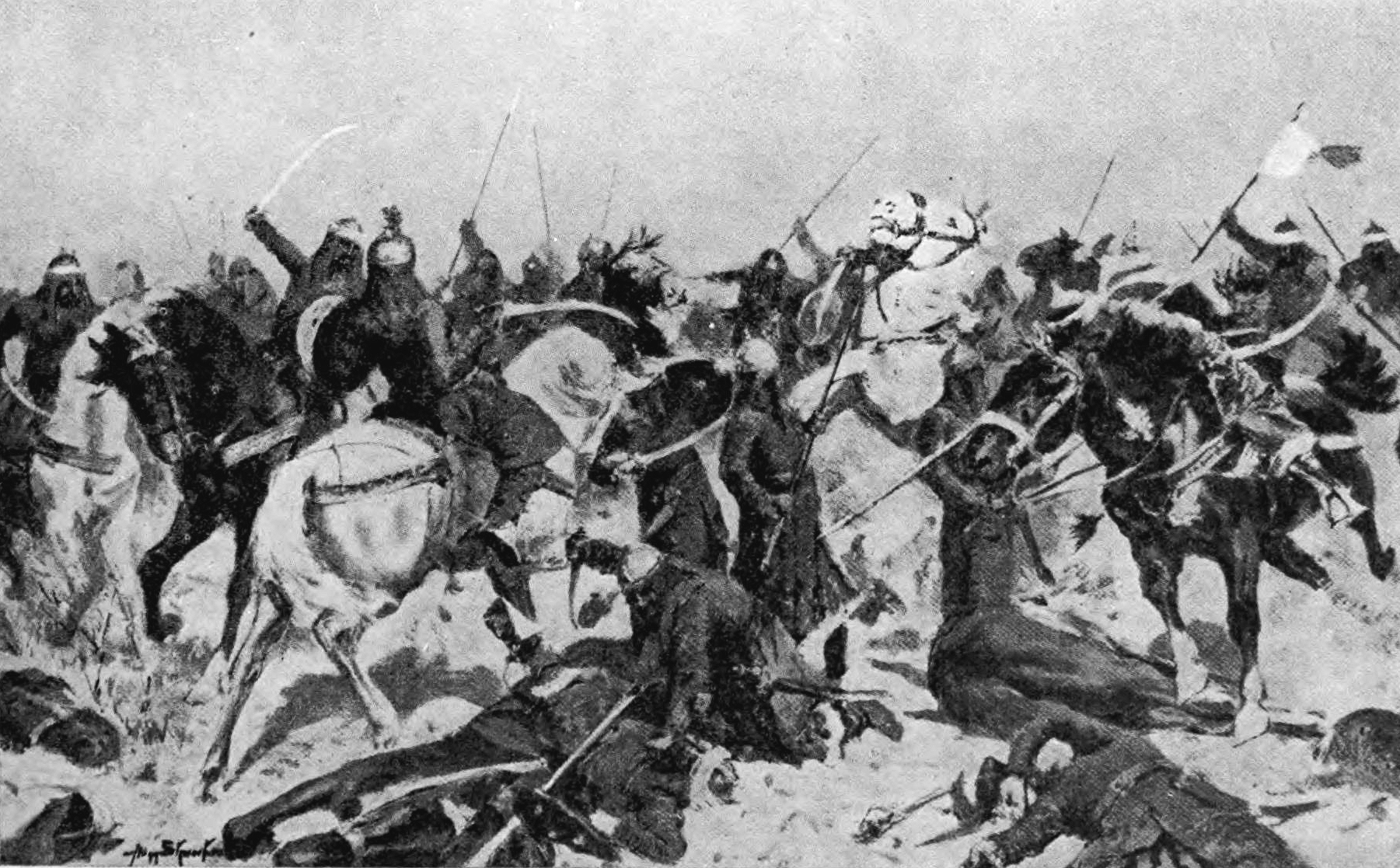
«Последняя битва раджпутов» от Hutchinson & co

Вернувшись в Гур, Муиз ад-Дин приготовился отомстить за поражение. Согласно Фериште, армия раджпутов состояла из 3000 слонов, 300 000 кавалеристов и пехоты (скорее всего, грубое преувеличение). Минхадж-и-Сирадж Джузджани сообщал, что Муиз ад-Дин прибыл на битву в 1192 году со 120 000 полностью вооруженных людей.
Притхвирадж также собирал свои силы, но надеялся выиграть время, так как его главные силы (другие раджпуты под его началом или его союзники) ещё не прибыли. На следующий день Муиз ад-Дин напал на армию раджпутов ещё до рассвета. У раджпутов была традиция сражаться от восхода до заката. Хотя они смогли быстро сформировать соединения, они понесли потери из-за внезапной атаки до восхода солнца. Армия раджпутов в конце концов потерпела поражение, а Притхвирадж взят в плен и впоследствии казнен.

## Дальнейшие кампании
Гулямский полководец Кутб ад-Дин Айбак в 1193 году взял город Аджмер, столицу царства Чаухан и вскоре установил контроль династии Гуридов в Северной и Центральной Индии. Мусульмане захватили ряд небольших индуистских княжеств. Затем войска Муиза ад-Дина выступили на Дели, захватив его вскоре после битвы при Чандваре и разгромив Раджа Джайчанду из Каннауджа. В течение года Муиз ад-Дин контролировал Северный Раджастхан и северную часть региона Доаб между реками Ганг и Ямуна . Царский престол в Аджмере был передан сыну Притхвираджа с условием, что он будет регулярно отправлять дань Гуридам.
Муиз ад-Дин вернулся на запад, в Газни, чтобы справиться с угрозой своим западным границам из-за беспорядков в Иране, но он назначил Айбака своим региональным наместником в Северной Индии. Его армии, в основном под командованием тюркских и халаджских генералов, таких как Мухаммад бин Бахтияр Хильджи, продолжали продвигаться через Северную Индию, совершая набеги на восток вплоть до Бенгалии. Армия под предводительством Кутб ад-Дина Айбака, наместника Муиза в Индии, вторглась примерно в 1195—1197 годах и разграбила Анахилапатаку.

## Борьба в Центральной Азии
В 1200 году хорезмшах Текеш умер, и ему наследовал его сын Ала ад-Дин Мухаммед II. Среди первых, кто услышал об этом, были Гийас и Муиз ад-Дин. Через несколько недель братья двинули свои армии на запад, в Хорасан. Как только они захватили Нишапур, Муиз ад-Дин был отправлен в экспедицию к Рею, но он позволил своим войскам выйти из-под контроля и немного продвинулся дальше Горгана, заработав критику со стороны Гийаса, что привело к единственной известной ссоре между братьями.
Гийас ад-Дин скончался в Герате в 1202 году после нескольких месяцев болезни. Муиз ад-Дин, который быстро вернулся в Гор из Индии, заручился поддержкой знати Гуридов и был коронован как султан империи Гуридов в Фирузкухе. Сразу после своего восшествия на престол Мухаммед II вторгся в его владения и осадил Герат. Муиз сумел отбить его от Герата, а затем преследовал его до Хорезма, осаждая Гургандж, столицу государства Хорезмшахов. Мухаммед отчаянно просил помощи у Кара-Киданьского ханства, правитель которого послал армию на помощь Мухаммеду. Муиз, под давлением каракитаев, был вынужден снять осаду и отступить. Однако на пути к своим владениям в Гуре он потерпел поражение при Андхуде в 1204 году. Муиз ад-Дин, однако, сумел добраться до Гура и подготовил контратаку против хорезмийцев и каракитаев. Вскоре в Пенджабе и прилегающих районах вспыхнуло восстание, которое вынудило Муиза навести порядок в регионе, прежде чем начать контратаку против своих врагов.

## Последние дни и смерть

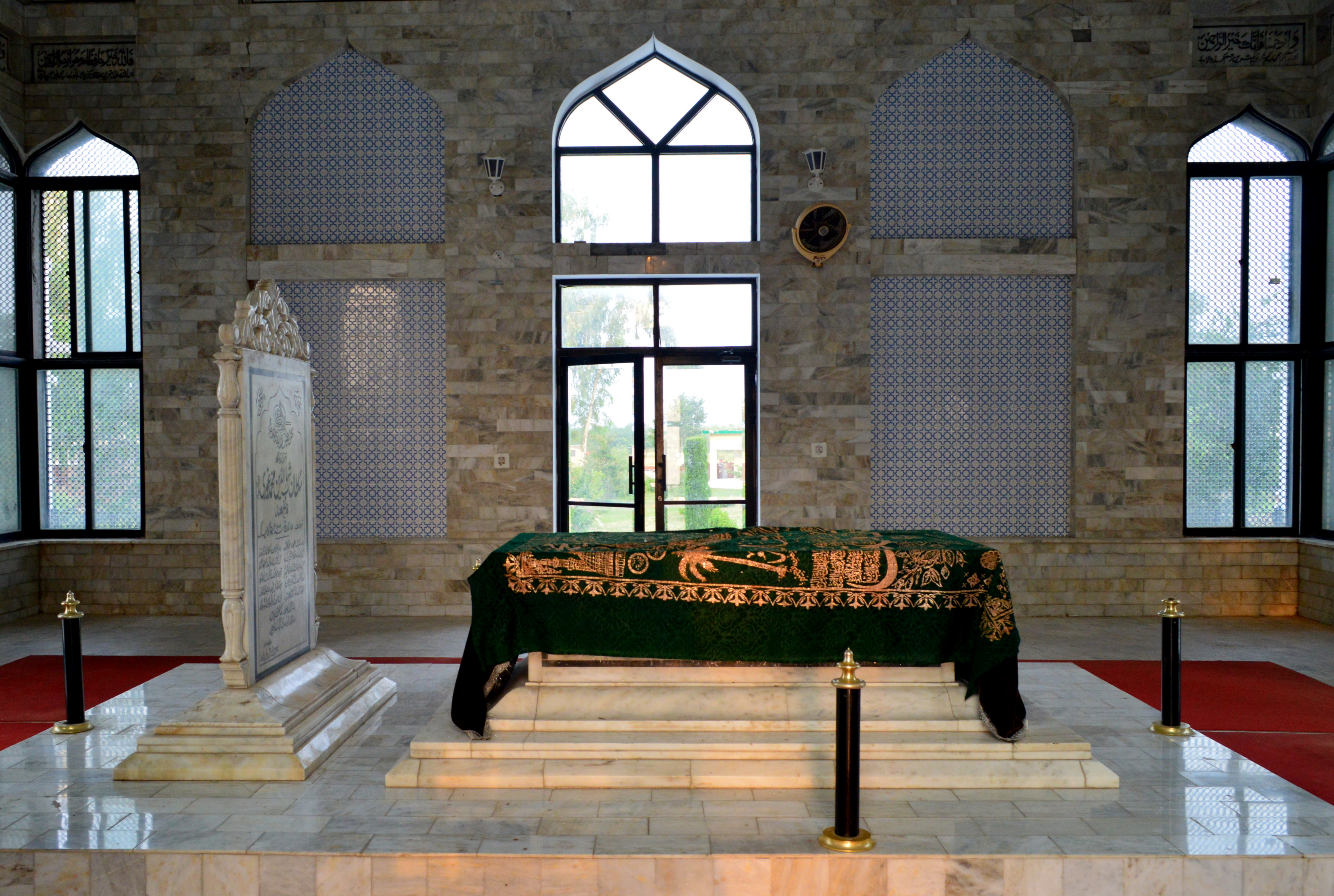
Могила Мухаммада Гури в его гробнице близ Джелума

В 1206 году Муиз ад-Дин, уладил дела в Индии, оставив своим наместником и главным командиром, раба-гуляма Кутб ад-Дина Айбака. На обратном пути в Газни его караван остановился в Дхамияке близ Сохавы (недалеко от города Джелум в провинции Пенджаб на территории современного Пакистана). Он был убит 15 марта 1206 года во время вечерней молитвы. Его убийцы достоверно неизвестны. Это могли быть хохары или исмаилиты, а один источник утверждает, что он был убит ассасинами.
В индийском фольклоре смерть Муиза приписывается Притхвирджаем Чауханом, но это не подтверждается историческими документами, к тому же Притхвирадж умер намного раньше, чем Муиз ад-Дин.

## Преемственность
У Муиз ад-Дина не было потомства, но он относился к своим тюркским рабам как к своим сыновьям, которые были обучены как солдаты, так и администраторы и получили самое лучшее образование. Многие из его компетентных и преданных рабов заняли важные посты в армии и правительстве Муиза.
Когда придворный посетовал, что у султана нет наследников мужского пола, Муиз возразил:
«У других монархов может быть один сын или два сына; у меня есть тысячи сыновей, моих тюркских рабов, которые будут наследниками моих владений и которые после меня позаботятся о том, чтобы сохранить мое имя в хутбе (пятничной проповеди) на всех этих территориях.»
Предсказание Муиза оказалось верным. После его убийства его империя была разделена между его рабами. В первую очередь:
- Кутб ад-дин Айбак (1150—1210) стал правителем Дели в 1206 году, основав Делийский султанат, который положил начало династии мамлюков[28].
- Насир ад-Дин Кабача (? — 1228) стал правителем Мултана в 1210 году.
- Тадж ад-Дин Йылдыз (? — 1216) стал правителем Газни.
- Мухаммад бин Бахтияр Хильджи (? — 1206) стал правителем стал правителем Бенгалии (1204—1206).

Эти генералы-рабы в знак уважения к Муиз ад-Дину продолжали называть себя «Муиззийскими» султанами Хинда. После смерти Муиза они продолжали чеканить монеты с его именем.

## Наследие
- Мавзолей Мухаммада Гури был построен на его могиле в Дхамиаке пакистанским учёным Абдулом Кадыром Ханом в 1994—1995 годах и позже передан Пенджабскому археологическому отделу[30].
- Пакистанские военные назвали три из своих баллистических ракет средней дальности Гаури-I, Гаури-II и Гаури-III, в память о Муизз ад-Дине[31].

## В популярной культуре
В новом болливудском фильме 2022 года Самрат ПритхвираджМухаммада Гури играет актёр Манав Вий.